# Caterina en Roma
Caterina en Roma es una película italiana del año 2003 dirigida por el cineasta Paolo Virzì.

## Argumento
Caterina (Alice Teghil) es una chica de 12 años, hija del señor Giancarlo Iacovoni (Sergio Castellitto), un novelista y profesor en un colegio de Roma.
Iacovoni se muda con su hija Caterina y su tímida y desgraciada mujer Ágata (Margherita Buy) a Roma tras haber conseguido un nuevo puesto de trabajo.
Una vez allí, Caterina recibe clases en su nuevo instituto. Inmediatamente se encuentra entre dos bandos de estudiantes completamente opuestos: una chica bohemia de izquierdas, Margherita Rossi Chaillet, y un grupo de chicas bien de derechas encabezado por Daniela Germano.
La madre de Margherita es una famosa intelectual y escritora de política. El padre de Daniela es un ministro del gobierno que se casó con una familia adinerada.
Nada más llegar, Margherita adopta a Caterina como su nueva mejor amiga. Las dos chicas salen juntas en multitud de ocasiones, visitan tumbas de poetas, y escuchan discos de Nick Cave.
Pero Caterina tiene un malentendido con Margherita, lo que la lleva a estar cada vez más cercana al grupo de Daniela. Daniela invita a Caterina a ir con ellas a una boda, donde Caterina ve un grupo de exfascistas relacionado con la Mafia pagando al padre de Daniela, Manlio.
Mientras tanto, el padre de Caterina trata de sacar provecho de las nuevas amistades de su hija. Cuando Caterina era amiga de Margherita, Giancarlo le pide a su hija que le de una copia de una novela a Margherita, para que se la pase a su madre, una conocida editora. Una vez que Caterina es amiga de Daniela, Giancarlo pide una visita a la oficina del padre de Daniela para pedirle unos favores. 

## Reparto
- Alice Teghil - Caterina Iacovoni
- Sergio Castellitto - Giancarlo Iacovoni
- Margherita Buy - Ágata Iacovoni
- Federica Sbrenna - Daniela Germano
- Claudio Amendola - Manlio Germano
- Carolina Iaquaniello - Margherita Rossi Chaillet
- Zach Wallen - Edward
- Galatea Ranzi - Livia